# Foudi des Seychelles
Pour l’article homonyme, voir Toktok.
Foudia sechellarum
Espèce
Statut de conservation UICN

 NT  : Quasi menacé
Le Foudi des Seychelles (Foudia sechellarum), ou tok-tok (en créole), est une espèce d'oiseau appartenant à la famille des Ploceidae.

## Répartition
Cet oiseau ne vit que sur les îles Cousin, Cousine, Frégate, à l'état endémique, ainsi que d'Arros et Aride où il a été introduit.